# Музей Эмиля Шумахера
Музей Эмиля Шумахера (нем. Emil Schumacher Museum) — музей в центре вестфальского города Хаген, открытый в 2009 году в специально построенном здании, возведённом по проекту архитектурного бюро «Lindemann Architekten» (Мангейм); музей ежегодно организует несколько временных экспозиций и имеет дополнительную программу, включающую концерты, кинопоказы, лекции и семинары.

## История и описание
Музей Эмиля Шумахера расположен в «Квартале искусства» (нем. Kunstquartiers) города Хаген: он был открыт в специально построенном новом здании 28 августа 2009 года — в преддверии реализации проекта «RUHR.2010». Научным руководителем музея с 2011 года является искусствовед Рувен Лотц. Идея создания музея восходит к 1997 году, когда премьер-министр земли Северный Рейн-Вестфалия Йоханнес Рау инициировал создание музея по случаю 85-летия художника Эмиля Шумахера; в том же году городской совет единогласно поддержал идею, которую предполагалось реализовать к 29 августа 2002 года (90-летия Шумахера).
Фонд работ Шумахера был сформирован благодаря коллекции произведений сына художника, искусствоведа Ульриха Шумахера, основавшего в 2001 году Фонд Эмиля Шумахера, насчитывающий около 500 работ, созданных в период с 1936 по 1999 год. Ядро музейной коллекции составляют 88 картин маслом, 200 работ гуашью, 25 керамических изделий и 50 работ на фарфоре.
Музей был спроектирован как часть ансамбля «Квартала искусства»: архитектор Мангейм Линдеман запланировал прямоугольную бетонную конструкцию, которая заключена в стеклянную оболочку. Самым ярким архитектурным элементом должна была стать лестница. Ночной вид на музей резко контрастирует с дневным — благодаря красочной подсветке здания изнутри. Музей Эмиля Шумахера рассматривает себя как центр исследования экспрессионизма после 1945 года: в рамках своей выставочной программы музей намерен представить работы Шумахера в контексте как международных событий в искусстве, так и его времени в целом. 